# Dicranota (Paradicranota) consimilis
Dicranota (Paradicranota) consimilis is een tweevleugelige uit de familie Pediciidae. De soort komt voor in het Palearctisch gebied.